# Antanartia schaeneia
Antanartia schaeneia is een vlinder uit de familie Nymphalidae. De wetenschappelijke naam van de soort is voor het eerst geldig gepubliceerd in 1879 door Roland Trimen.